# Стюарт Розенберг
Стюарт Розенберг (англ. Stuart Rosenberg; 11 серпня 1927 — 15 березня 2007) — американський кіно- і телевізійний режисер, відомий створенням фільмів «Холоднокровний Люк» (1967), «Подорож проклятих» (1976), «Жах Амітивіля» (1979) і «Хрещений батько Гринвіч-Вілледж» (1984).

## Кар'єра
Після того, як він став кіномонтажером, він почав знімати епізоди телесеріалу «Приманка» (1957—1959), де Беверлі Гарленд грала поліцейську під прикриттям. Це був перший поліцейський серіал на американському телебаченні, побудований навколо жінки-героя. Протягом наступних двох років Розенберг зняв 15 епізодів поліцейсько-детективного серіалу «Голе місто» (1958—1963). Тим часом Розенберг став режисером свого першого фільму «Корпорація Вбивство» (1960) з Пітером Фальком у головній ролі, але страйк Гільдії кіноакторів і Гільдії сценаристів призвів до того, що він залишив фільм. Розенберг повернувся на телебачення, знявши 15 епізодів «Недоторканих», вісім серіалів-антологій «Боб Гоуп представляє театр Крайслера», п'ять серій телесералу «Альфред Гічкок представляє» і три серії «Сутінкової зони», а також епізоди «Пригод у раю», «Шоу Барбари Стенвік», «Бена Кейсі», «Сиром'ятного батога» з Клінтом Іствудом і «Випробування О'Браєна» з Пітером Фальком. У 1963 році він отримав премію «Еммі» за постановку серії «Божевільний» з судової драми «Захисники».
Після спільного американсько-німецького філму «Питання 7» (1961), знятого в Західному Берліні, Розенберг зняв телефільм 1965 року «Меморандум для шпигуна» та телефільм 1966 року «Слава — це ім'я гри», а потім дебютував у великій студії знявши кінохіт «Холоднокровний Люк» з Пол Ньюмен (1967).
Серед інших фільмів Розенберга виділяються «Квітневі безумства» (1969) з французькою актрисою Катрін Деньов у її американському дебюті з Джеком Леммоном; «WUSA» (1970), «Кишенькові гроші» (1972) і «Басейн потопельників» (1975) з Полом Ньюманом; поліцейсько-детективний трилер з Волтером Метгау «Поліцейський, що сміється» (1973); бойовик з Чарльзом Бронсоном «Любов і кулі» (1979); і ще один бойовик «Давай візьмемо Гаррі» (1986), для якого Розенберг використовував псевдонім Алан Сміті. Найвідомішим фільмом, який він зняв після «Холоднокровного Люка» був «Хрещений батько з Гринвіч-Вілледж».
Свій останній фільм, незалежну драму «Мої герої завжди були ковбоями», він зняв у 1991 році.
У 1992 році Розенберг став викладачем в Американському інституті кіно. Серед його учнів були Тодд Філд, Даррен Аронофскі, Марк Вотерс, Скотт Сільвер, Даг Еллін і Роб Шмідт.
Розенберг помер у 2007 році від серцевого нападу у своєму будинку в Беверлі-Гіллз, Каліфорнія. У нього залишилася дружина Марго Погорілес, з якою він познайомився в Нью-Йоркському університеті; син Бенджамін Розенберг, перший помічник режисера; а також четверо онуків.

## Фільмографія
- Корпорація вбивств (1960)
- Питання 7 (1961)
- Холоднокровний Люк (1967)
- Квітневі безумства (1969)
- Переїзд (1970)
- WUSA (1970)
- Кишенькові гроші (1972)
- Поліцейський, що сміється (1973)
- Басейн потопельників (1975)
- Подорож проклятих (1976)
- Любов і кулі (1979)
- Жах Амітивіля (1979)
- Брубейкер (1980)
- Хрещений батько з Гринвіч-Вілледж (1984)
- Давай візьмемо Гаррі (1986)
- Мої герої завжди були ковбоями (1991)